# Pierre Attaignant
Pierre Attaignant (o Attaingnant) /pjɛːʁ atɛˈɲɑ̃/ (Douai, 1494 – Parigi, 1551/52) è stato un editore musicale e compositore francese.

## Biografia
Fu il primo editore musicale a sfruttare la tecnica dell'impressione unica a caratteri mobili con la stampa di "Chansons Nouvelles" (1528). Attivo a Parigi a partire dal 1527, stampò più di millecinquecento chanson polifoniche suddivise in oltre cinquanta libri, oltre a tredici libri di mottetti, tre di messe e intavolature per organo e liuto. La causa di questa prolificità è dovuta proprio a questa innovativa tecnica che gli permise di superare gli standard editoriali dei suoi più celebri predecessori come Ottaviano Petrucci.
I compositori che si affidarono alle sue stampe furono i principali della Parigi del XVI secolo come Claudin de Sermisy, Pierre Regnault (Sandrin), Pierre Certon ma soprattutto Clément Janequin che stampò presso Attaignant cinque dei suoi libri di chanson.
Nel 1537 divenne stampatore e libraio reale secondo disposizione del re Francesco I.
Fu anche compositore di danze e chanson nello stile dei suoi contemporanei.

## Alcune opere pubblicate

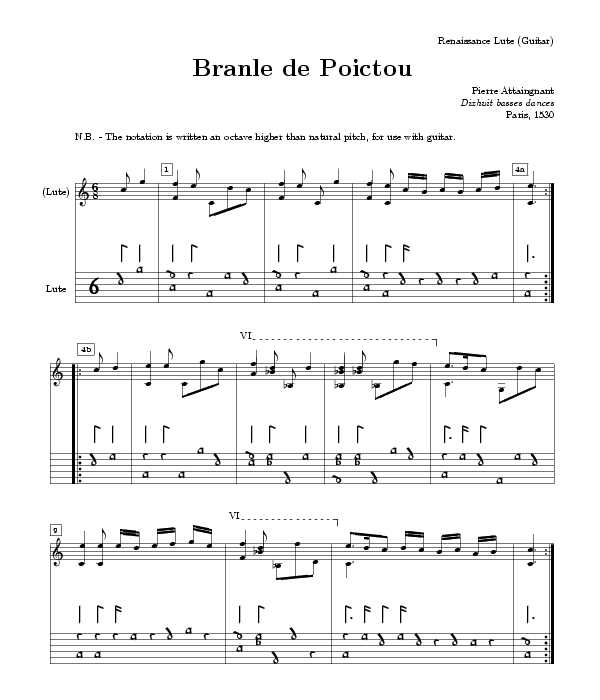
Branle de Poictou

1. Branle de PoictouDixneuf chansons musicales reduictes en la tabulature des Orgues Espinettes Manichordions, et telz semblables instrumentz musicaulx... Idibus Januraii 1530 (sic).
2. Vingt et cinq chansons musicales reduictes en la tabulature des Orgues Espinettes Manichordions, et telz semblables instrumentz musicaulx... Kal. 1530 (sic).
3. Vingt et six chansons musicales reduictes en la tabulature des Orgues Espinettes Manichordions, et telz semblables instrumentz musicaulx... Non. Frebruaii 1530 (sic).
4. Quatorze Gaillardes neuf Pavennes, sept Branles et deux Basses Dances le tout reduict de musique en la tabulature du jeu d'Orgues Espinettes Manicordions et telz semblables instrumentz musicaulx... (February 1531 ?).
5. Tabulature pour le jeu d'Orgues, Espinettes et Manicordions sur le plain chant de Cunctipotens et Kyrie Fons. Avec leurs Et in terra, Patrem, Sanctus et Agnus Dei... (March 1531).
6. Magnificat sur les huit tons avec Te Deum laudamus et deux Preludes, le tout mys en tabulature des Orgues Espinettes et Manicordions, et telz semblables instrumentz... Kal. Martii 1530.
7. Treze Motetz musicaulx avec ung Prelude, le tout reduict en la Tabulature des Orgues Espinettes et Manicordions et telz semblables instrumentz... Kal. Aprilis 1531.

## Nella cultura di massa
Una composizione originale di Attaignant è stata utilizzata tre volte nella musica popolare contemporanea:
- Donna ti voglio cantare (da Cogli la prima mela, 1979) del cantautore italiano Angelo Branduardi;
- La Pavan "Belle, Qui Tiens Ma Vie" / La Tourdion (da The Enchanted Garden, 1980) dei John Renbourn Group;
- Play Minstrel Play (da Shadow of the Moon, 1997) del gruppo renaissance rock Blackmore's Night;
- The March of the Swordmaster (da Power of the Dragonflame, 2002) dei Rhapsody of Fire.

La melodia di Attaignant è usata anche nelle canzoni:
- Eternal Wait del gruppo folk metal finlandese Ensiferum;
- O Sonar das Augas del gruppo darkwave neoclassica spagnolo Narsilion;
- Tourdion del gruppo folk tedesco Die Streuner.

L'originale può essere ascoltata, nel primo esempio, sotto Quand je bois du vin clairet. Inoltre esiste, nelle opere stampate di Attaignant, una versione per solo liuto.